# Ferdinand Freiligrath
Ferdinand Freiligrath, född den 17 juni 1810 i den tyska staden Detmold, död den 18 mars 1876 i Cannstatt utanför Stuttgart, var en tysk diktare och översättare.
Freiligrath blev 1838 uppmärksammad för samlingen Gedichte, och erhöll 1842 av den preussiskae kungen ett diktargage, som han avsade sig 1844, då han gjorde den radikalaste liberalismens sak till sin. Han flydde 1845 till Schweiz, och året därpå till London. I samband med revolutionen 1848 hälsade han med hänförda dikter och återvände förhoppingsfull till Tyskland.
Freiligrath deltog i de revolutionära händelserna i Tyskland år 1848 och ställdes inför rätta för uppvigling till högförräderi på grund av sin dikt Die Todten an die Lebenden (De döda till de levande). Han frikändes dock. Under 1840-talet lärde Freiligrath känna Karl Marx och de förblev vänner. Enligt Marx' biograf Franz Mehring var Freiligrath efter Friedrich Engels Marx' trognaste vän.
1851 tvingades han åter lämna Tyskland. Han ledvde därefter i 17 år som bankman i London. Då banken 1867 gjorde konkurs, stod Freiligrath utblottad och flyttade 1868 slutgiltigt tillbaka till hemlandet, där han nu hedrades med en nationalbelöning. Freiligraths ungdomsdiktning innehåller främst exotiska och färgstarka motiv, och visar på tydliga impulser från Victor Hugo, vilken han även översatte till tyska.
Han översatte även verk av William Shakespeare, Henry Wadsworth Longfellow och Robert Burns. Freiligraths revolutionspoesi, Ein Glaubenbekenntnis (1844), Ça ira (1846) och Neuere politische und soziale Gedichte (1849-51) utmärker sig för agitatorisk lidelse och kraftfull form. Hans Gesammelte Dichtungen utgavs i 6 band 1870, hans Briefe utgavs 1910 av L. Weins.
Senare i sitt liv blev Freiligrath alltmer nationalistisk. Ett exempel på detta är hans dikt Hurra, Germania!.

## Eftermäle
Asteroiden 14940 Freiligrath är uppkallad efter honom.